# Black Gold: Struggle for the Niger Delta
Black Gold: Struggle for the Niger Delta è un film del 2011 diretto da Jeta Amata.
Nel 2012 il film è stato ristampato con il titolo Black November, con il 60% delle scene rigirate e aggiunte ulteriori scene con nuovi attori, diventando di fatto un nuovo film.

## Trama
L'azione prende le mosse di un pranzo di matrimonio, a Los Angeles, i cui ospiti vengono presi in ostaggio da un gruppo di nigeriani. A sposarsi sono i figli di due capitani della Western Oil. I terroristi vogliono la liberazione di Ebiere, attivista condannata all'impiccagione. Un poliziotto riesce a infiltrarsi tra i rapitori fingendosi giornalista, mentre al dipartimento della Difesa si discute una strategia. Inizia un lungo flashback che ci racconta la storia di Ebiere e della sua scelta di protestare pacificamente, a differenza dell'amato Dede. Una lotta contro le multinazionali del petrolio che non si può vincere, perché coinvolge tutti i livelli della società e del governo nigeriano.

## Produzione e distribuzione
In Italia il film è stato presentato al XXXI Festival di cinema africano di Verona.